# Stefano Barone
Stefano Barone (Napoli, 21 settembre 1978) è un chitarrista e compositore italiano.

## Biografia
Studia prima pianoforte per poi passare alla chitarra acustica. Nel 2003 decide di affinare la sua tecnica con Pino Forastiere. Nel dicembre 2008 pubblica il suo album di debutto Particolare#uno (Candyrat Records); il video di Batman / Alexander Supertramp, insieme ad altre composizioni originali, è utilizzato come colonna sonora di documentari, balletti e film di animazione, e scelto come brano testimonial dell'Associazione Internazionale World Centers of Compassion for Children. Particolare#uno contiene dodici brani che variano dal funky di Spankie alla melodia romantica di The Return, fino a brani di costruzione complessa come Metronix, Batman, Alexander Supertramp, e Minimalaction, composizione per 12 chitarre eseguita dal vivo grazie al sintetizzatore.
Nel 2010, con Pino Forastiere e Sergio Altamura, forma il trio Guitar Republic registrando l'omonimo album, pubblicato dalla Candyrat Records.
Il suo secondo album solista, Danze Altalenanze (Candyrat Records) segue tre anni dopo.

## Discografia

### Album
- 2008 - Particolare#uno
- 2010 - Guitar Republic (con il trio Guitar Republic)
- 2012 - Danze Altalenanze
- 2020 - Alive